# Тясіцу

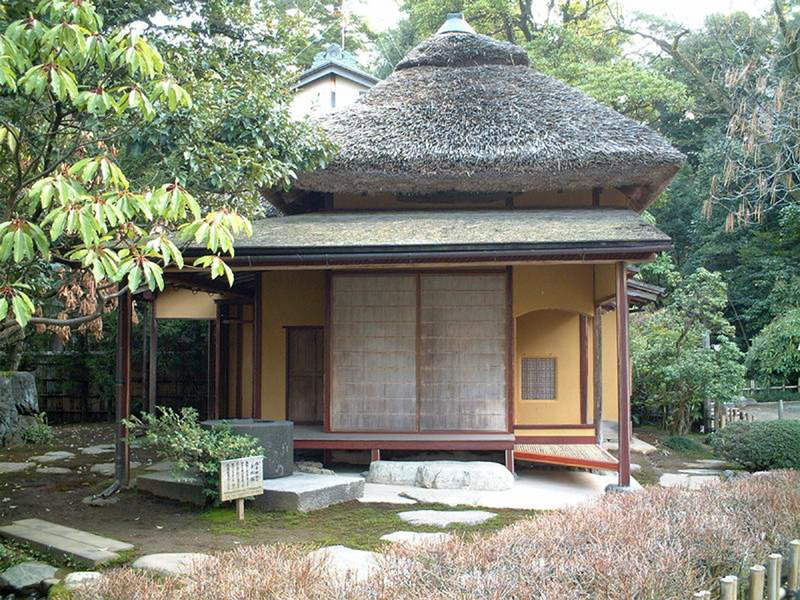

Тясіцу (яп. 茶室, «чайний павільйон») — чайний будиночок, атрибут японської чайної церемонії.

## Історія виникнення
Здавна чайна церемонія була неодмінним атрибутом зустрічей японських філософів та художників. Під час чаювання проголошувалися мудрі промови, читалися вірші, розглядалися витвори мистецтва. При цьому ретельно для кожного випадку підбиралися букети квітів та спеціальний посуд для заварювання напою. Поступово ця традиція захоплювала й інші верстви суспільства. У XVI-XVII ст. вона стала популярною серед японської аристократії, самураїв. Чайна церемонія як мистецтво тяною оформилася у свого роду систему відпочинку від буденних турбот. У найбільш класичній формі вона стала відбуватися у чайних будиночках (тясіцу).
Літературні джерела вказують, що перший такий будиночок побудований в 1473. Чайні будиночки — тясіцу — походили на крихітні бідні хатини східних мудреців, вони були дуже скромні як за зовнішнім виглядом, так і по внутрішньому оздобленню.
Невибагливість обстановки створювала вище відчуття краси, осягнути сенс якої слід було шляхом філософського осмислення реальності. Як прикраси допускався лише сувій з філософським висловом, картина старовинного художника та букет квітів. Тяшіцу та процедура чаювання були розроблені відомими майстрами тяною Дзео Танеко (1503—1555) і Сен-но Соекі (1521—1591), що став знаменитим під ім'ям Рікю. 
Усі відомі майстри тяною, особливо Рікю , були прихильниками дзен-буддизму. Процедура чайної церемонії та облаштування тясіцу відображали основні ідеї дзен. Розмір кімнати для чаювання (цукія) приблизно вісім квадратних метрів. Відповідно до положень сутр, в приміщенні такого розміру одного разу змогли поміститися вісімдесят чотири тисячі учнів Будди. Ця алегорія має в своїй основі теорію буддизму, що заперечує наявність у істинно «просвітлених» ваги і об'єму тіла. Такі асоціації посилювалися напівтемрявою, яка створювалася слабким світлом, з невеликого вікна під самою стелею та відображенням світла від стін, оброблених темно-сірою глиною. Все це викликало у гостей відчуття приємного усамітнення в тіні.
Інтер'єр класичних тясіцу повною мірою відповідав естетичним канонам та національному характеру японців, які прагнуть до досягнення внутрішньої гармонії. Підготовка до такого настрою розпочиналася ще підході до тясіцу.

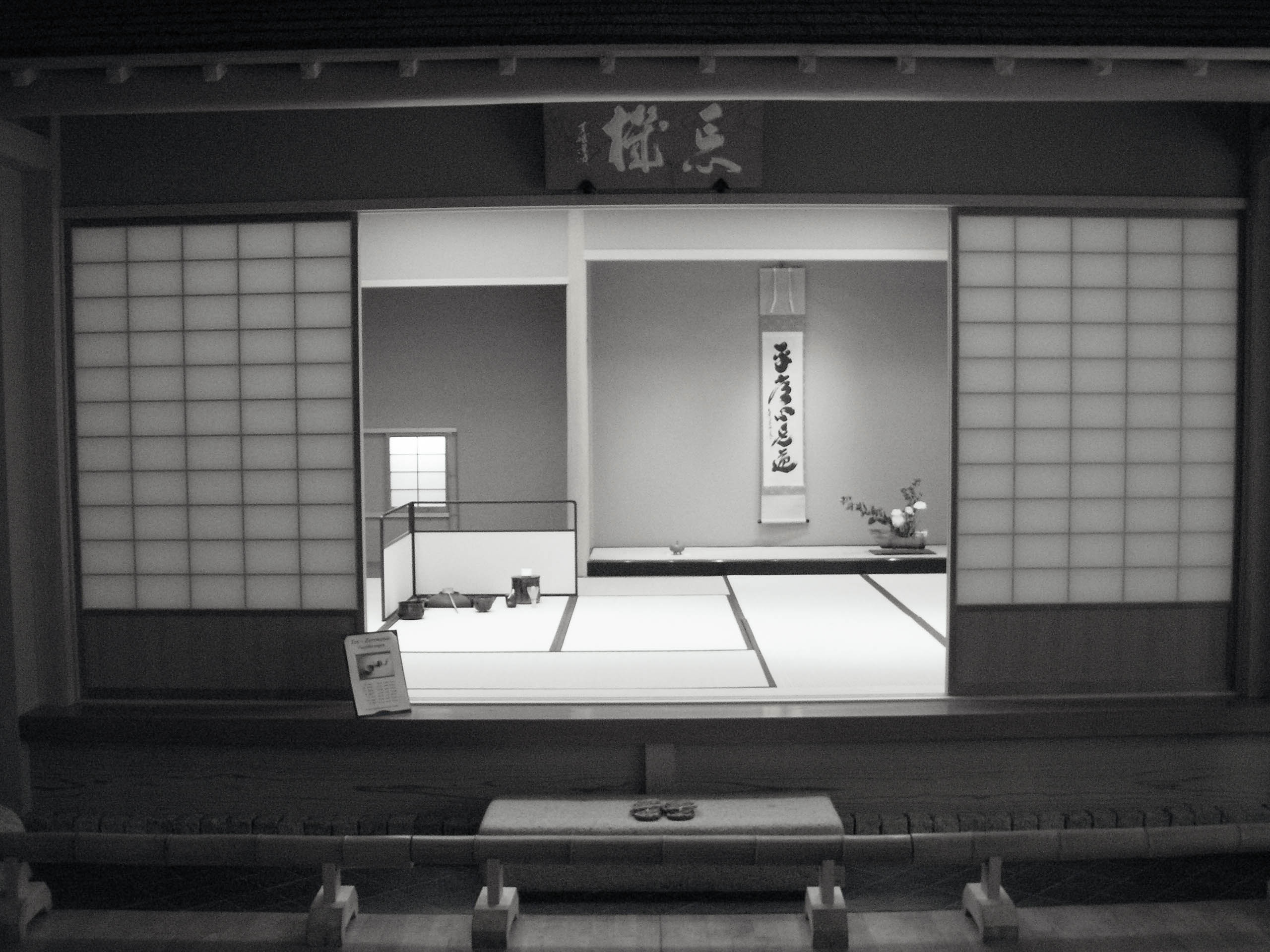
Інтер'єр кімнати для чайних церемоній

## Планування тясіцу

Типовий зимовий чайний будинок layout in a 4 1/2 mat tea room. Показано, де знаходяться татамі, токонома,, входи, серце, гості та хазяїн

Тясіцу переважно класифікуються залежно від того, чи є площа підлоги більше або менше, ніж 4.5 татамі.

## Сад
З часів Рікю чайний будиночок оточують невеликим садом. Сад, на думку «майстра чаю», має сприяти наростанню особливого настрою, без якого церемонія не мала б змісту. Вступ на вистелену великим каменем доріжку (роді), що веде до тясіцу, означає початок першої стадії медитації: гість залишає в цей момент усі свої мирські турботи і зосереджується на передчутті: що чекає на нього церемонії. По мірі наближення до тясіцу зосередженість посилюється, а медитація переходить у другу фазу. Цьому сприяє старий ліхтар, що слабо освітлює доріжку у вечірні та нічні години, камінь-колодязь (цукубаї), що у видовбаному заглибленні зберігає воду для омивання рук та полоскання рота, низькі, висотою  90 сантиметрів двері, через які проходять, стаючи в отворі на коліна. При вході гості роблять уклін і сідають по-японськи на татамі.

## Інтер'єр класичних тясіцу
Назустріч виходить господар, який у свою чергу, відважує низький уклін гостям. Чуються мелодійні звуки вируючої води. Починається третій етап медитації. Певний настрій створює і сам посуд. Він напрочуд простий: чашки, мідний чайник, бамбукова мішалка, скринька для зберігання чаю і т. д. Все це несе на собі наліт часу, але все бездоганно чисто. Найпримітивніший чайник, дерев'яна ложка для насипання чаю, груба керамічна чашка - все це зачаровує учасників церемонії.

## Чайна церемонія
Чай заварюється особливий – зелений у порошку. Кип'ятіння води у класичному тясіцу здійснюється на вугіллі з сакури. Заварка збивається у чашці бамбуковою паличкою, виходить досить густа пініста рідина. У XVI ст. з'явилося до сотні різних правил цієї процедури, які мають силу і в даний час. Правила відносяться до аранжування квітів, кип'ятіння води, заварювання чаю, розливу напою і т.д. Усі правила мають на меті викликати почуття природності чи відчуття мистецтва тяною без штучності. Сенс чайної церемонії, кажуть, розкривається у відомому вислові Рікю: Тяною - це поклоніння красі в сірому світлі буднів".